# Musaranya de les illes Rin-Kin
La musaranya de les illes Rin-Kin (Crocidura orii) és una espècie de musaranya endèmica del Japó.